# A-F Records
A-F Records ist ein 1998 von der amerikanischen Politpunk-Band Anti-Flag gegründetes Musiklabel, mit der Zielsetzung, politisch motivierten, globalisierungskritischen Punkbands aus dem linken Spektrum eine Veröffentlichungsmöglichkeit zur Verfügung zu stellen. Des Label ist in Pittsburgh, Pennsylvania beheimatet.

## Musiker und Musikgruppen
Die nachfolgende Auswahl an Musikern und Musikgruppen veröffentlichten diverse Tonträger auf dem Label A-F Records.
- All Dinosaurs
- A Lovely Crisis
- Anti-Flag
- Antillectual
- Chris Stowe
- The Code
- Coffee Project
- Darkest Hour
- Day Jobs
- Destruction Made Simple
- Edhochuli
- Endless Mike and The Beagle Club
- Endless Struggle
- The Holy Mess
- The Homeless Gospel Choir
- Incommunicado
- Inhuman
- Inquisition
- Intro5pect
- Justin Sane
- Lawn Care
- Ma Jolie
- Mace Ballard
- The Methadones
- Mike Frazier and The Dying Wild
- Modey Lemon
- Much the Same
- New Mexican Disaster Squad
- Nightmarathons
- The Penske File
- The Pinkerton Thugs
- Pipedown
- Reagan Squad
- Red Lights Flash
- Remainders
- RESISTOR
- Swiss Army
- Tabula Rasa
- Thought Riot
- The Unseen
- The Vacancy
- Virus Nine
- Whatever It Takes
- White Wives
- Worlds Scariest Police Chases
- Worship This!

## Kompilationen und Sampler
- 1998: This is East Coast Punk – cassette comp (AF004)
- 1999: A-F Sampler vol. 1 – Hey Asshole! Steal This CD! (AF007)
- 2002: A-F Records Sampler vol. 2 (AF019)
- 2003: Sampler vol. 3 – Fueling the Flames of Revolution (AF037)
- 2007: Lock And Key Collective / A-F Records Comp (AF048)
- 2014: This Concerns Everyone (AF067)
- 2014: A-F Records & Commonwealth Press Free Sampler
- 2017: A-F Records Fest 16 Sampler